# Christine Skou
Christine Skou (født 13. april 1969) er en dansk skuespiller og sangerinde, uddannet på Teaterskolen Holberg 1995-1998 og på Musikkonservatoriet 1996.
Christine Skou fik sit gennembrud i titelrollen i TV-serien Alle elsker Debbie. Hun spillede også med i filmene Venner for altid og En afgrund af frihed, og kendes nu af de små som Karla hos Kaj og Andrea.
Også som sanger spænder Christine Skou bredt.